# Wed van de Ganzenmarkt naar de Oudegracht

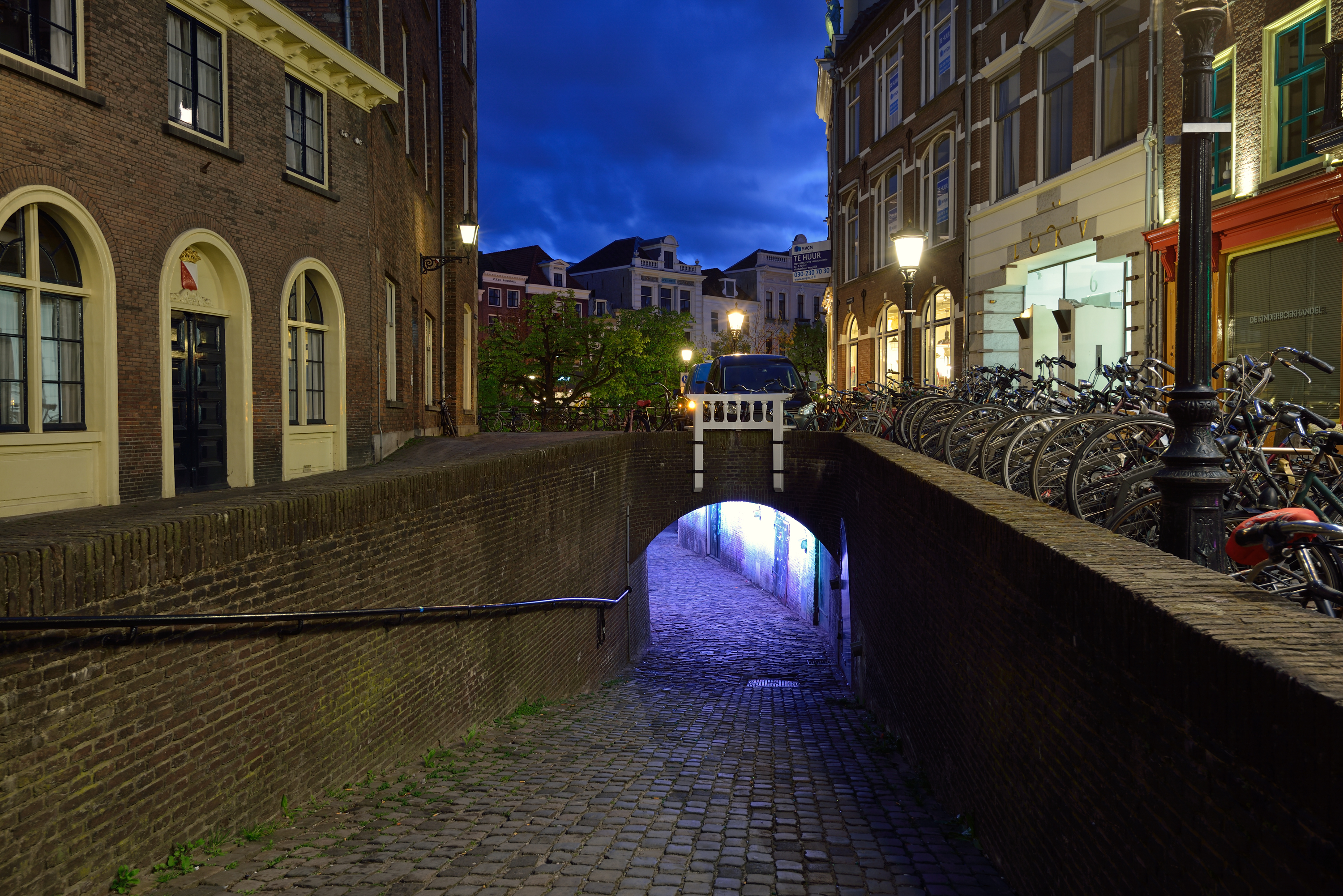
Ingang aan de Ganzenmarkt

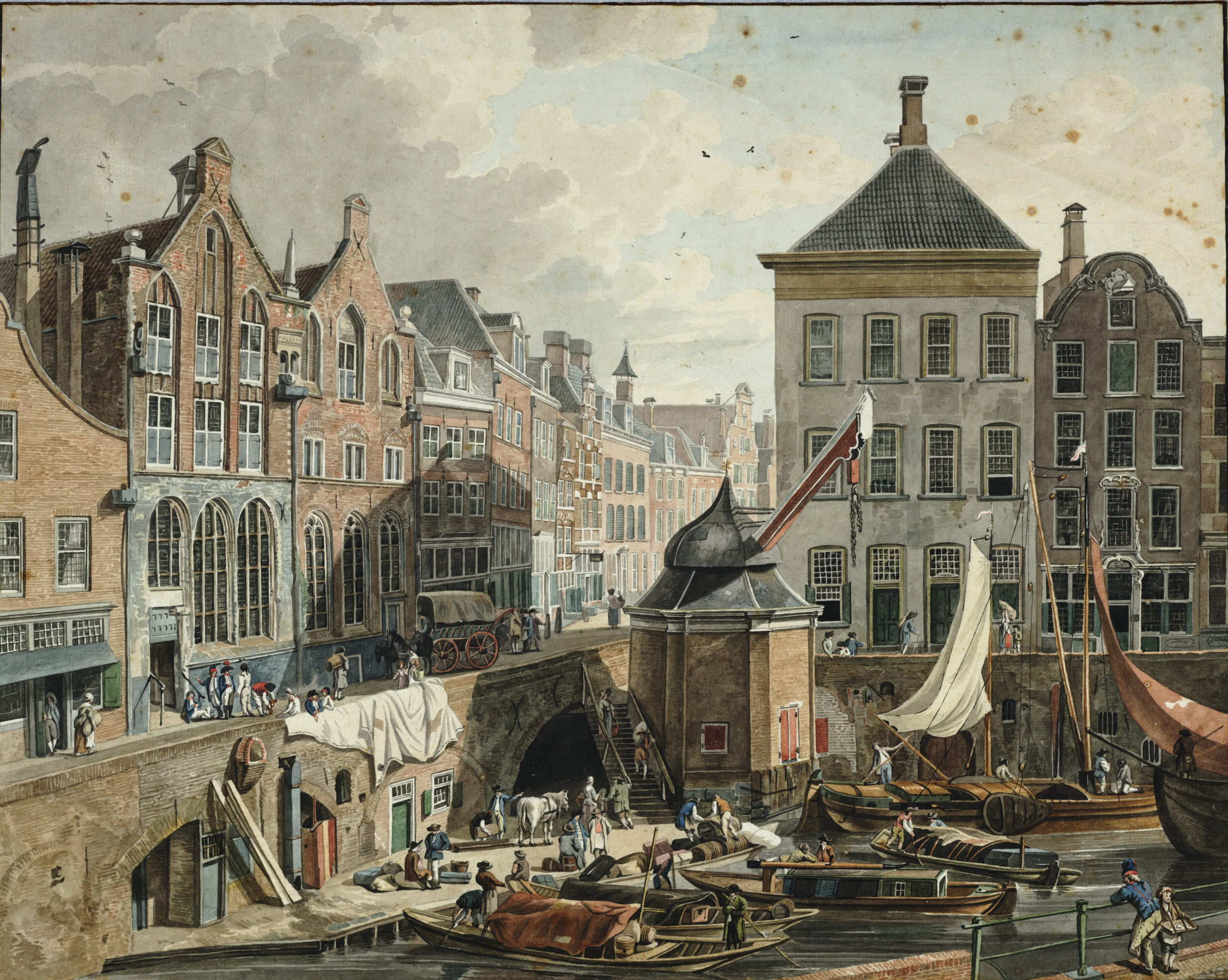
Het wed achter de stadskraan omstreeks 1800. In het witte pand bevond zich de waag

Het wed van de Ganzenmarkt naar de Oudegracht is gelegen in de Nederlandse stad Utrecht.
Het betreft een schuinoplopende weg, een wed, die vanaf de werf aan de Oudegracht uitkomt op de Ganzenmarkt ter hoogte van nummer 14. Via de zo'n 40 meter lange weg werden goederen aan- en afgevoerd. Volgens E.J. Haslinghuis dateert de eerste aanleg van het wed uit de 14e eeuw. Het wed is gaandeweg gedeeltelijk overkluisd. Het tunnelgedeelte is uitgevoerd in baksteen met een korfboog. In de tunnel bevindt zich een verbinding met de kelders van het stadhuis.
Van 1402 tot 1837 stond bij het wed de grote stadskraan. Ook bevond zich hier de waag in het pand Keyserrijk. 
In 1928 werd het wed op de gemeentelijke monumentenlijst geplaatst. In 1967 volgde de waardering als rijksmonument. In het kader van het kunstproject Trajectum Lumen werd het wed in 2010 voorzien van een kleurrijke lichtinstallatie.